# Màn màn
Màn màn, hay rau màn, màn ri, màn ri trắng (có danh pháp khoa học: Cleome gynandra) là một loài thực vật có hoa trong họ Màn màn. Loài này được Carl von Linné mô tả khoa học đầu tiên năm 1753.
Cây thân thảo hàng năm, cao tới 80 cm. Lá kép chân vịt mọc cách, mỗi lá kép có 5 lá chét. Hoa thường mọc tập trung ở đầu ngọn, có lá chét ở nách cuống hoa, tràng hoa có màu trắng hoặc trắng phớt hồng, bầu hoa dài như dạng cuống.
Cây dùng nhiều trong y học phương Đông, cây cảnh và ẩm thực rau ăn.

## Hình ảnh

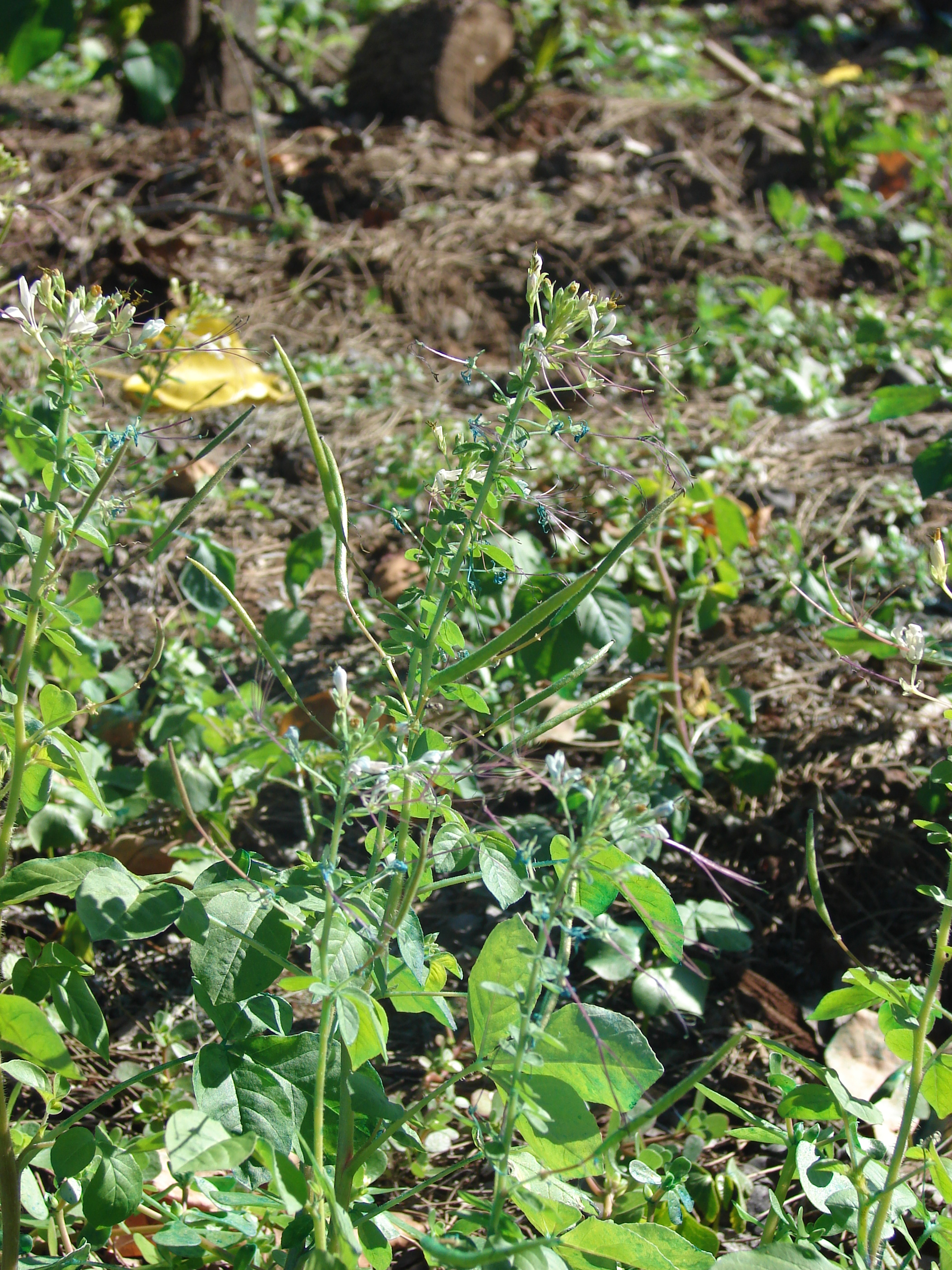
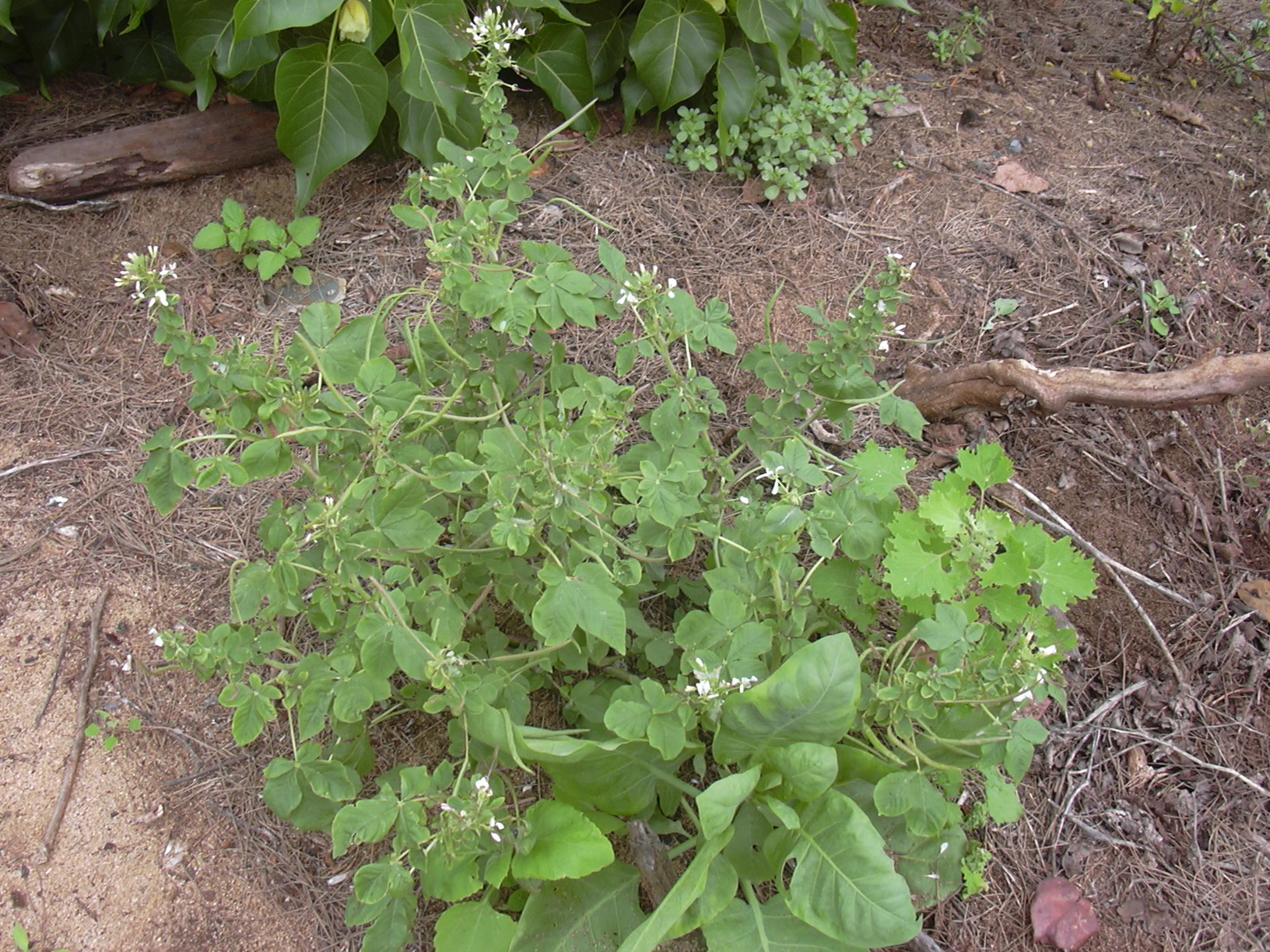
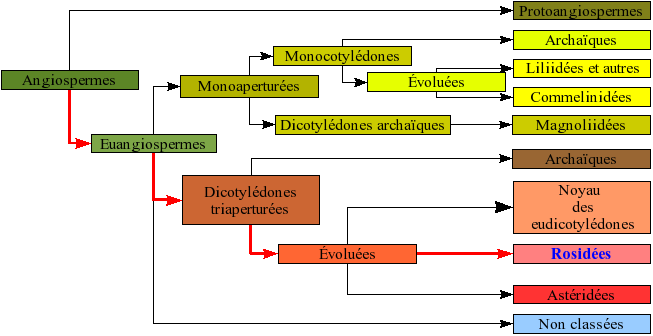